# العلاقات البرتغالية الروسية
العلاقات البرتغالية الروسية هي العلاقات الثنائية التي تجمع بين البرتغال وروسيا.

## مقارنة بين البلدين
هذه مقارنة عامة ومرجعية للدولتين:
| وجه المقارنة                                              | البرتغال                                                  | روسيا                                   |
| --------------------------------------------------------- | --------------------------------------------------------- | --------------------------------------- |
| المساحة (كم2)                                             | 92.21 ألف                                                 | 17.08 مليون                             |
| عدد السكان (نسمة)                                         | 10.60 مليون                                               | 146.80 مليون                            |
| الكثافة السكانية (ن./كم²)                                 | 114.95                                                    | 8.59                                    |
| العاصمة                                                   | لشبونة                                                    | موسكو                                   |
| اللغة الرسمية                                             | اللغة البرتغالية، اللغة الميراندية                        | اللغة الروسية                           |
| العملة                                                    | يورو، اسكودو برتغالي                                      | روبل روسي                               |
| الناتج المحلي الإجمالي (بليون دولار)                      | 217.57 مليار                                              | 1.58 تريليون                            |
| الناتج المحلي الإجمالي (تعادل القوة الشرائية) بليون دولار | 307.82 مليار                                              | 3.69 تريليون                            |
| الناتج المحلي الإجمالي الاسمي للفرد دولار أمريكي          | 19.22 ألف                                                 | 9.09 ألف                                |
| الناتج المحلي الإجمالي للفرد دولار أمريكي                 | 28.76 ألف                                                 |                                         |
| مؤشر التنمية البشرية                                      | 0.830                                                     | 0.798                                   |
| رمز المكالمات الدولي                                      | +351                                                      | +7                                      |
| رمز الإنترنت                                              | .pt                                                       | .ru، .рф، .рус ‏، .su                    |
| المنطقة الزمنية                                           | توقيت غرب أوروبا، توقيت غرب أوروبا الصيفي، أوروبا/لشبونة ‏ | Magadan Time ‏، ت ع م+02:00، ت ع م+12:00 |

## مدن متوأمة
في ما يلي قائمة باتفاقيات التوأمة بين مدن برتغالية وروسية:
- ترتبط يابرة مع سوزدال باتفاقية توأمة.
- ترتبط قلمرية مع ياروسلافل باتفاقية توأمة منذ 1988.

## منظمات دولية مشتركة
يشترك البلدان في عضوية مجموعة من المنظمات الدولية، منها:
| علم المنظمة | اسم المنظمة                        | تاريخ انضمام البرتغال | تاريخ انضمام روسيا |
| ----------- | ---------------------------------- | --------------------- | ------------------ |
|             | المنظمة الهيدروغرافية الدولية      | ?                     | ?                  |
|             | منظمة الشرطة الجنائية الدولية      | ?                     | 27 سبتمبر 1990     |
|             | الاتحاد البريدي العالمي            | ?                     | ?                  |
|             | منظمة التجارة العالمية             | ?                     | 22 أغسطس 2012      |
|             | الفريق المعني برصد الأرض           | ?                     | ?                  |
|             | مجموعة الموردين النوويين           | ?                     | ?                  |
|             | مؤسسة التنمية الدولية              | 29 ديسمبر 1992        | 16 يونيو 1992      |
|             | اتفاقية السماوات المفتوحة          | ?                     | ?                  |
|             | منظمة الأمن والتعاون في أوروبا     | 25 يونيو 1973         | 1992               |
|             | مؤسسة التمويل الدولية              | 8 يوليو 1966          | 12 أبريل 1993      |
|             | مجلس أوروبا                        | ?                     | 28 فبراير 1996     |
|             | منظمة حظر الأسلحة الكيميائية       | ?                     | ?                  |
|             | الأمم المتحدة                      | 14 ديسمبر 1955        | 24 أكتوبر 1945     |
|             | الاتحاد الدولي للاتصالات           | 1866                  | 1866               |
|             | البنك الدولي للإنشاء والتعمير      | 29 مارس 1961          | 16 يونيو 1992      |
|             | وكالة ضمان الاستثمار متعدد الأطراف | 6 يونيو 1988          | 29 ديسمبر 1992     |
|             | نظام تحكم تكنولوجيا القذائف        | 1992                  | 1995               |
|             | يونسكو                             | 11 مارس 1965          | 21 أبريل 1954      |

## أعلام
هذه قائمة لبعض الشخصيات التي تربطها علاقات بالبلدين:
- دانييلا صوفيا (ممثلة أمريكية، 2 ديسمبر 1983 – )

## وصلات خارجية
- موقع وزارة الخارجية البرتغالية
- موقع وزارة الخارجية الروسية